# گورستان قدیمی راز
گورستان قدیمی راز مربوط به سده‌های متاخر دوران‌های تاریخی پس از اسلام است و در شهرستان بجنورد، بخش راز و جرگلان، ضلع جنوبی شهر راز واقع شده و این اثر در تاریخ ۱۸ شهریور ۱۳۸۷ با شمارهٔ ثبت ۲۳۲۶۲ به‌عنوان یکی از آثار ملی ایران به ثبت رسیده است.